# Готфрід Ахенвалль
Готфрід Ахенвалль (нім. Gottfried Achenwall; 20 жовтня 1719, Ельблонг — 1 травня 1772, Ґеттінґен) — німецький філософ, історик, економіст, педагог та юрист епохи Просвітництва. Він вважається основоположником статистики.

## Біографія
Ахенвалль народився 20 жовтня 1719 року в Ельблонг в родині купця. З 1738—1740 рр., у місті Єна, вивчав історію, філософію, математику, фізику, потім, у Галле (Саксонія-Ангальт) почав заглиблюватися в юриспруденцію та державознавство, хоча, занять історією не закинув. В 1742 р. Ахенвалль, на короткий проміжок часу, повернувся в Єну, після чого продовжив своє навчання в Лейпцизькому університеті. В 1746 р. він став доцентом в Марбурзі. В 1748 р. став екстраординарним професором в Ґеттінґені і з 1753 р. був ординарним професором юриспруденції та філософії. Там же заснував Ґеттінґенську школу статистики, найвідомішим членом якої став Шльоцер А. Л. На королівську дотацію від Георга III, з метою обміну досвідом, в 1751 і 1759 рр. здійснював подорожі до Швейцарії, Франції і Англії.
Ахенвалль помер в результаті запалення легенів в 1772 році.

## Праця та особисте життя
У своїй науковій роботі Ахенвалль слідував за засновником державознавства Германом Конрінгом і вперше систематично виклав цю дисципліну, притому вже німецькою, а не латинською мовою. І по Конрінгу і по Ахенваллю метою статистики був: опис клімату, географічного положення, політичної структури економіки даної держави, оцінка його населення і повідомлення відомостей з його історії; співвідношення між кількісними даними не вивчалися.
Ахенвалль був одружений тричі. Перший раз з поетесою Софі Елеонора, яка померла після двох років шлюбу в 1754 році від пологової гарячки. Після її смерті він одружився з Луїзою Мозер, дочкою експерта з конституційного права Йоганна Якоба Мозера. Третій шлюб Ахенвалль уклав із Софією, дочкою мисливця (єгеря), таємною придворною палати з Готи. В цілому, у нього було п'ятеро дітей від трьох шлюбів.